# Шувалов (Воронезька область)
Шувалов (рос. Шувалов) — село у Павловському районі Воронезької області Російської Федерації.
Населення становить 807 осіб. Входить до складу муніципального утворення Красне сільське поселення.

## Історія
Населений пункт розташований у межах суцільної української етнічної території, на теренах Східної Слобожанщини.
Від 1928 року належить до Павловського району, спочатку у складі Центрально-Чорноземної області, а від 1934 року — Воронезької області.
Згідно із законом від 15 жовтня 2004 року входить до складу муніципального утворення Красне сільське поселення.

## Населення
| 1890 | 1900 | 2007 | 2009 | 2010 |
| ---- | ---- | ---- | ---- | ---- |
| 679  | ↘68  | ↗742 | ↗766 | ↗807 |